# Банкера чёрно-белая
Банке́ра чёрно-бе́лая, или гря́зно-бу́ро-белова́тая (лат. Bankéra fuligineoálba) — вид грибов-базидиомицетов, входящий в род Банкера семейства Банкеровые (Bankeraceae). Типовой вид рода.

## Описание
Плодовые тела шляпконожечные, мясистые. Шляпка взрослых грибов достигает (4)7—8(15,5) см в диаметре, у молодых грибов слабо выпуклая, затем становится плоской и вдавленной, со слизистой, вскоре высыхающей бархатистой поверхностью. Окраска молодых шляпок бледноватая, с возрастом становится буроватой или желтовато-бурой, иногда с розоватым оттенком, почти всегда шляпка покрыта налипшими растительными остатками. Край подвёрнут, у старых грибов волнистый.
Гименофор с шипиками до 1 см длиной, слабо нисходящий на ножку, белого или бледно-желтоватого цвета, затем нередко бледно-сереющие.
Мякоть в шляпке беловатая, иногда с розоватым оттенком, в ножке чаще бледно-желтовато-буроватая, с запахом кумарина, усиливающимся при сушке.
Ножка 1—4,5(6)×0,8—2(2,5) см, центральная, цилиндрическая или немного расширяющаяся кверху, сухая, выполненная, с белой зоной у верхушки, ниже — одноцветная со шляпкой.
Споровый отпечаток белого цвета. Споры 3—5×2,5—4 мкм, эллиптические или широкояйцевидные до почти шаровидных, шиповатые или бородавчатые. Базидии четырёхспоровые, 22,5—37×4—6 мкм, булавовидные.
Банкера фиолетовая (Bankera violascens (Alb. & Schwein.) Pouzar, 1955) отличается меньшими размерами, а также шляпкой, к которой не прилипают растительные остатки.

## Экология и ареал
Образует микоризу с сосной обыкновенной и другими видами сосны. Встречается на почве в сухих сосновых лесах среди мхов и лишайников, нередко в ассоциации с черникой и брусникой. Индикатор старовозрастных нерубленых сосняков.
В Северной Америке встречается в восточных штатах США и на юго-востоке Канады.

## Значение
Редкий на всём протяжении ареала вид, включённый в Красные книги нескольких государств (Белоруссии, Великобритании, Дании, Нидерландов, Норвегии, Польши, Чехии, Эстонии). В России — в Красных книгах Калининградской, Кемеровской и Новгородской областей.
Малоизвестный съедобный гриб.
Может использоваться для окрашивания шерсти: с медной протравой даёт светло-золотисто-коричневую окраску, с железной — бежевую.

## Синонимы
- Hydnum fragile Fr., 1852, nom. illeg.
- Hydnum fuligineoalbum J.C.Schmidt, 1817 : Fr., 1821
- Hydnum reticulatum (Banker) Sacc. & Trotter, 1912
- Hydnum sparsoaculeatum Britzelm., 1894
- Hydnum virginianum Murrill, 1940
- Sarcodon fragilis (Fr. ex) P.Karst., 1881
- Sarcodon fuligineoalbus (J.C.Schmidt) Quél., 1886
- Sarcodon reticulatus Banker, 1906
- Tyrodon fuligineoalbus (J.C.Schmidt) P.Karst., 1882